# LT Большого Пса
LT Большого Пса (лат. LT Canis Majoris), HD 53303 — двойная затменная переменная звезда типа Алголя (EA) в созвездии Большого Пса на расстоянии приблизительно 1803 световых лет (около 553 парсеков) от Солнца. Видимая звёздная величина звезды — от +7,59m до +7,43m. Орбитальный период — около 1,7595 суток.

## Характеристики
Первый компонент — бело-голубой гигант спектрального класса B5III.